# Corydalis ledebouriana
Corydalis ledebouriana är en vallmoväxtart som beskrevs av Grigorij Silych Karelin och Kir.. Corydalis ledebouriana ingår i släktet nunneörter, och familjen vallmoväxter. Inga underarter finns listade i Catalogue of Life.